# Landmark 81
Landmark 81 (в'єт. Tòa nhà Landmark 81, англ. Landmark 81) — хмарочос, розташований в центральному районі міста Хошимін у В'єтнамі. Належить в'єтнамській компанії Vingroup. Landmark 81 — найвища будівля у В'єтнамі, друга найвища будівля в Південно-Східній Азії та 17-а за висотою будівля у світі. Вежа знаходиться в центрі елітного багатофункціонального міського району під назвою Vinhomes Central Park вартістю 1,5 мільярда доларів. Комплекс складається з готелів і конференц-залів, розкішних апартаментів, елітних торгових площ, ресторанів, барів і багатоповерхового оглядового майданчика.

## Опис
Будівля складається з 81 поверхів та трьох підвалів. Загальна висота будівлі складає 461,2 м (1513 фут). Дизайн будівлі розроблено студією WS Atkins plc. Після відкриття у 2018 році Landmark 81 став офіційно найвищим будинком Південно-Східної Азії. До нього перше місце на півострові займали башти-близнюки «Петронас» у Куала-Лумпурі, що досягають 451,9 метрів заввишки кожна. В'єтнамський хмарочос обганяє їх на цілих 9,6 метрів, що робило його на момент побудови 14-м за висотою будинком у світі.
Після завершення будівництва хмарочоса Merdeka 118 у 2023 році в Куала-Лумпурі, Landmark 81 став другим найвищим у Південно-Східній Азії.

## Історія
Підготовка до будівництва будівлі розпочалась у вересні 2014 року. Через два роки, у червні 2017 року, почалося будівництво самої вежі. Будівництво планувалося і було закінчено до середини 2018

## Особливості
У Landmark 81 розташовуються офісні приміщення, магазини зарубіжних та вітчизняних брендів, кінотеатри, фуд-корт із кухнями кількох країн і навіть крита ковзанка. Для залучення відвідувачів хмарочос влаштовуватиме лотереї з призами, роздаватиме безкоштовні квитки на ковзанку та знижки на одяг.

## Галерея

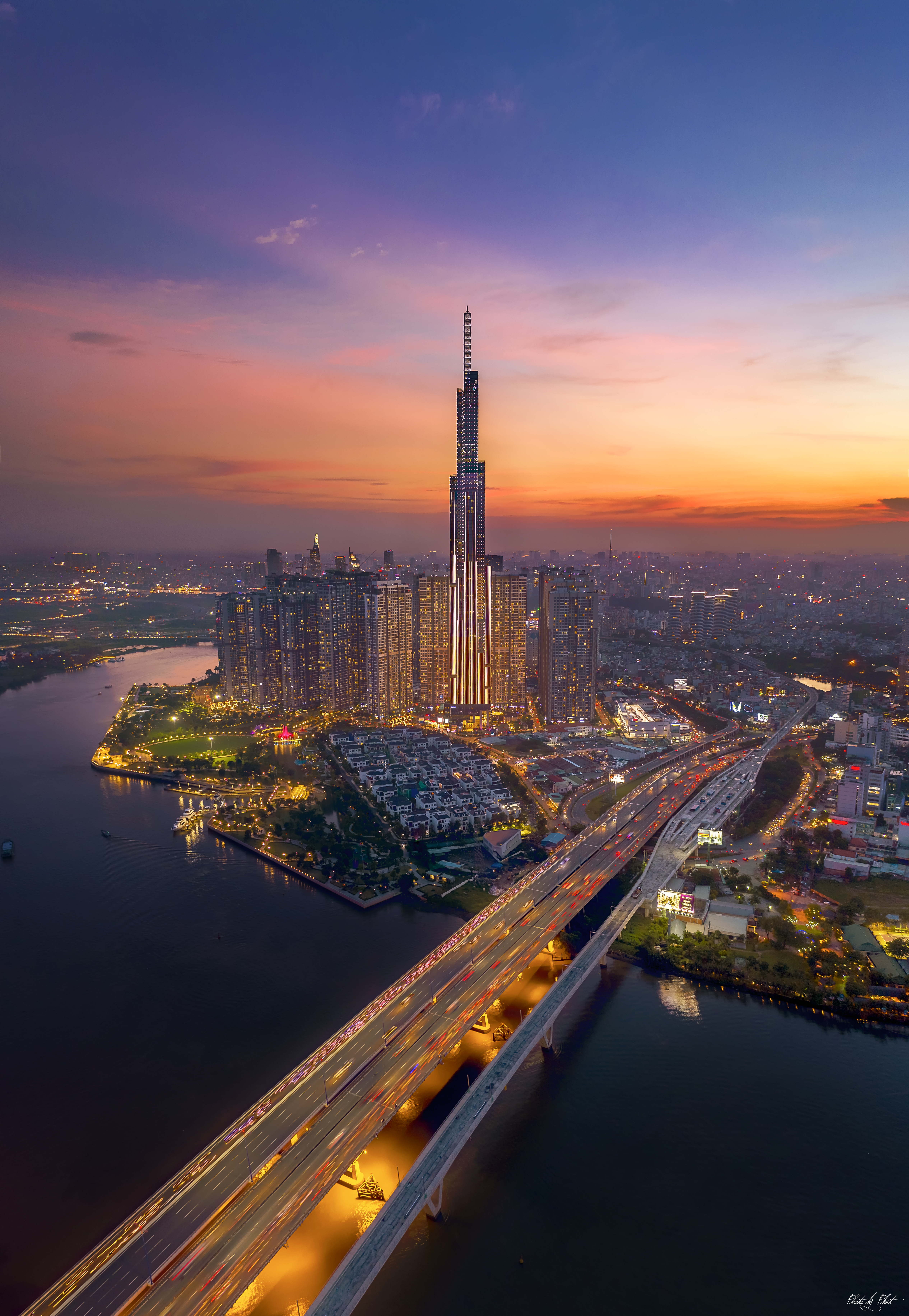
Landmark 81 в окрузі Бін Тан
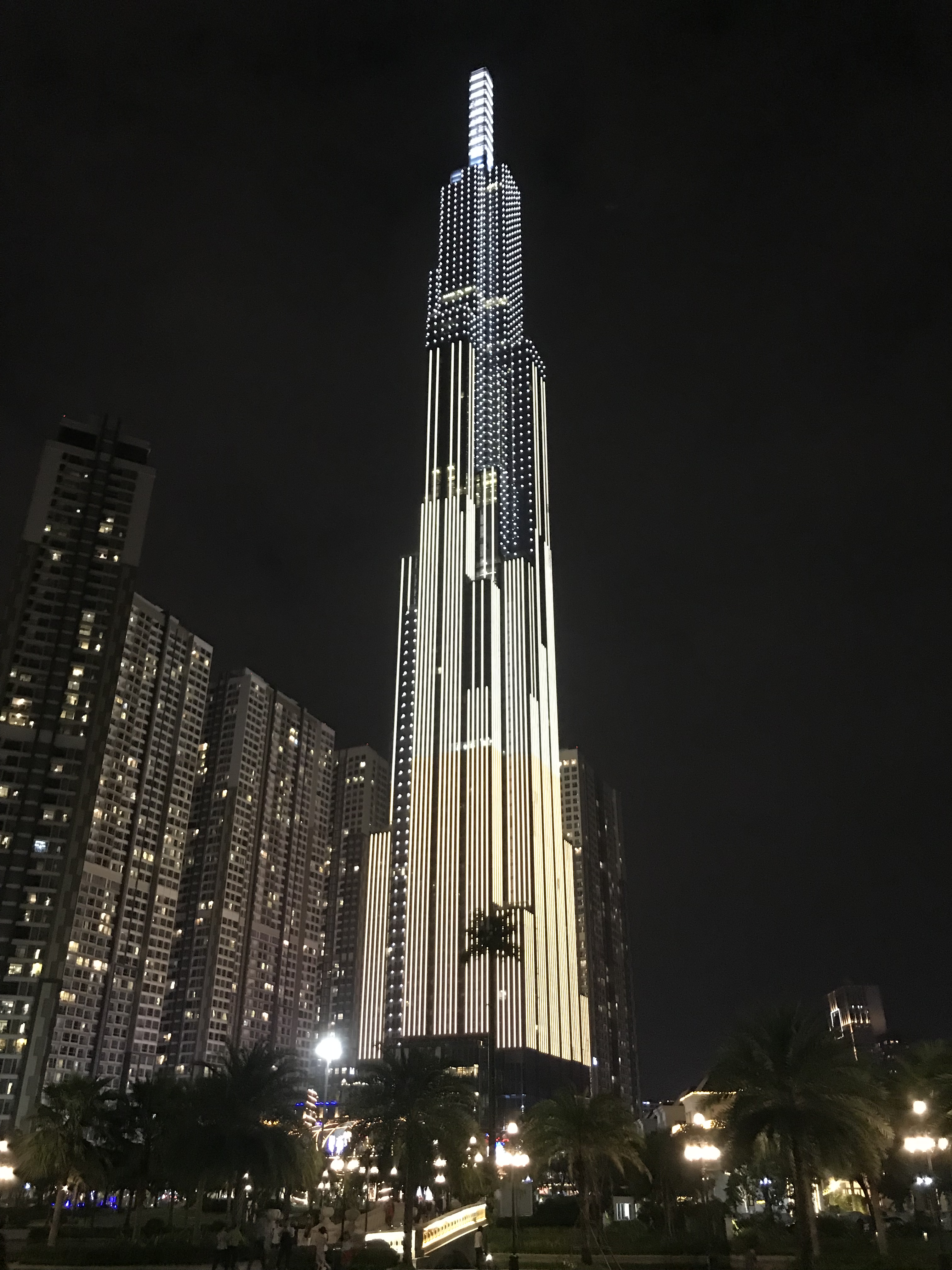
Landmark 81 вночі
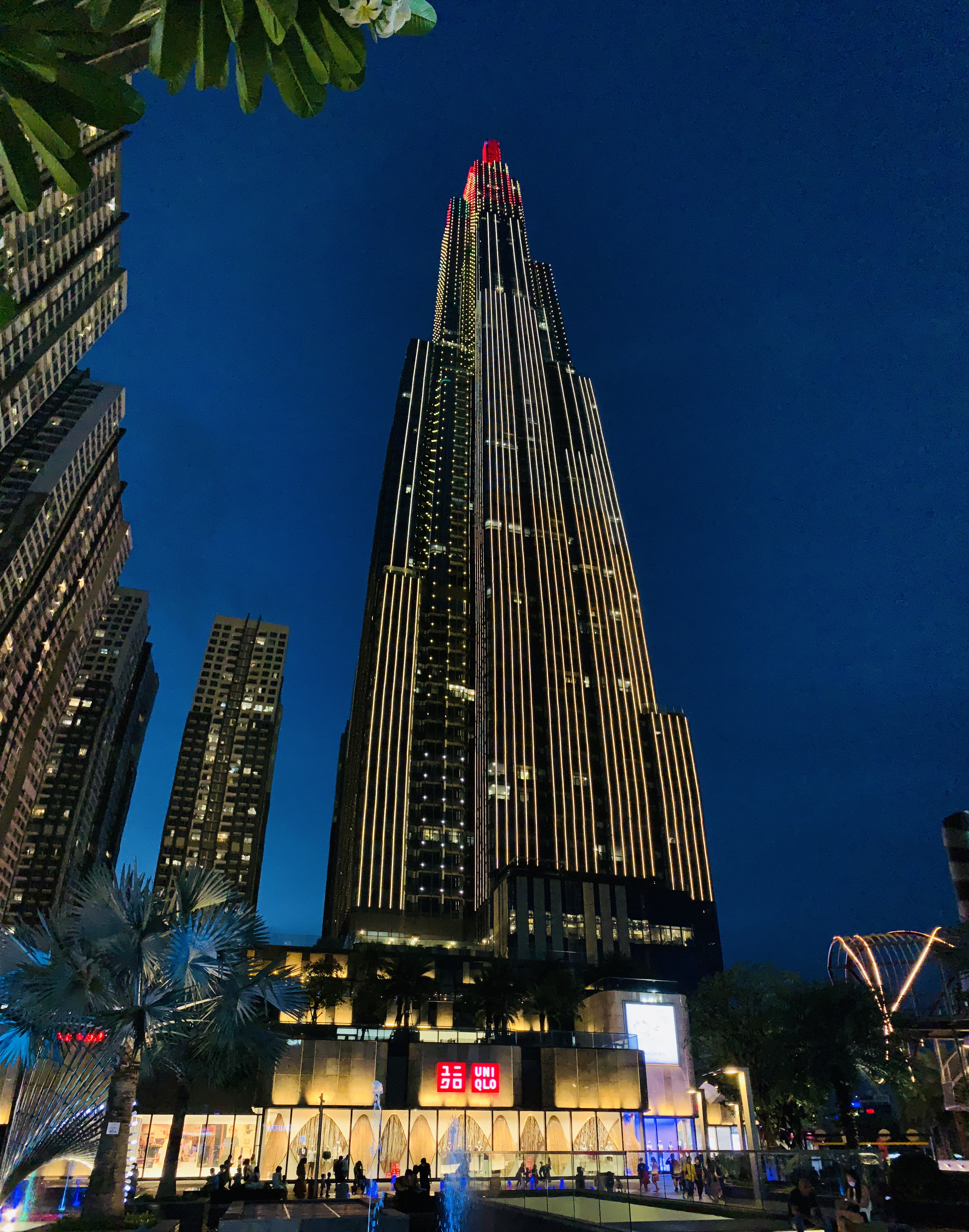
Вигляд будинку з рівня вулиці
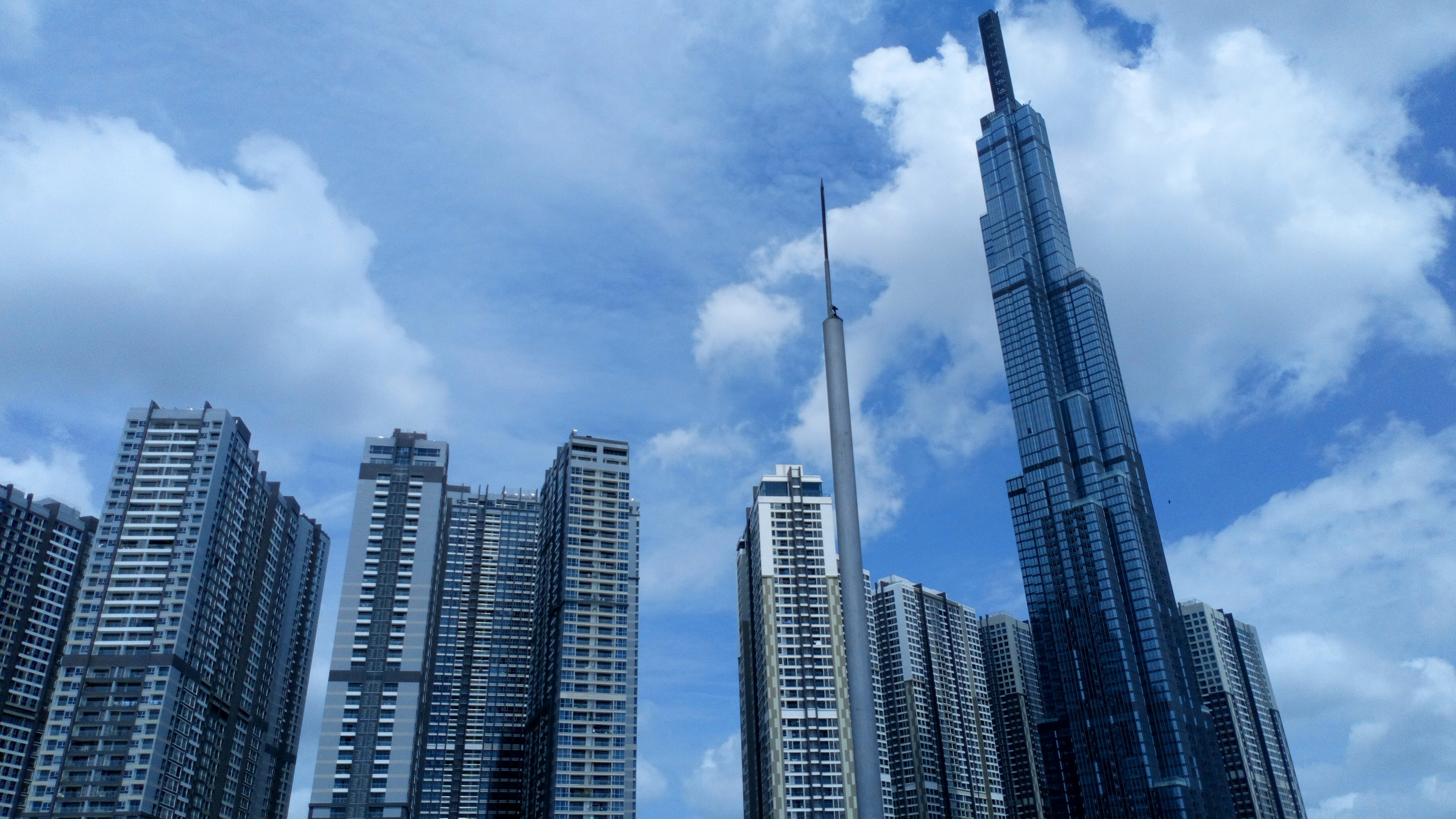
Landmark 81 оточений іншими житловими будинками у центральному парку
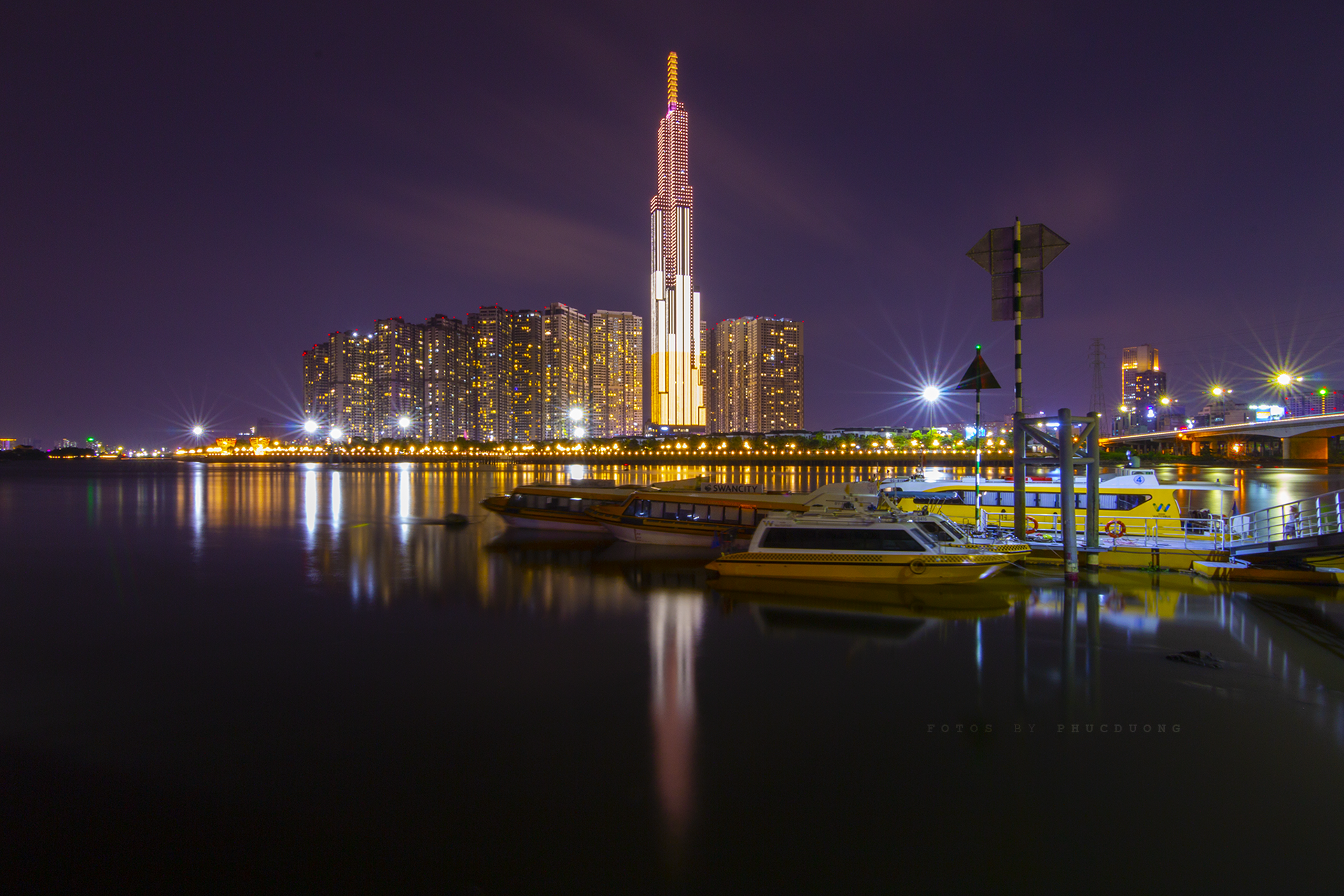
Vinhomes Central Park вночі
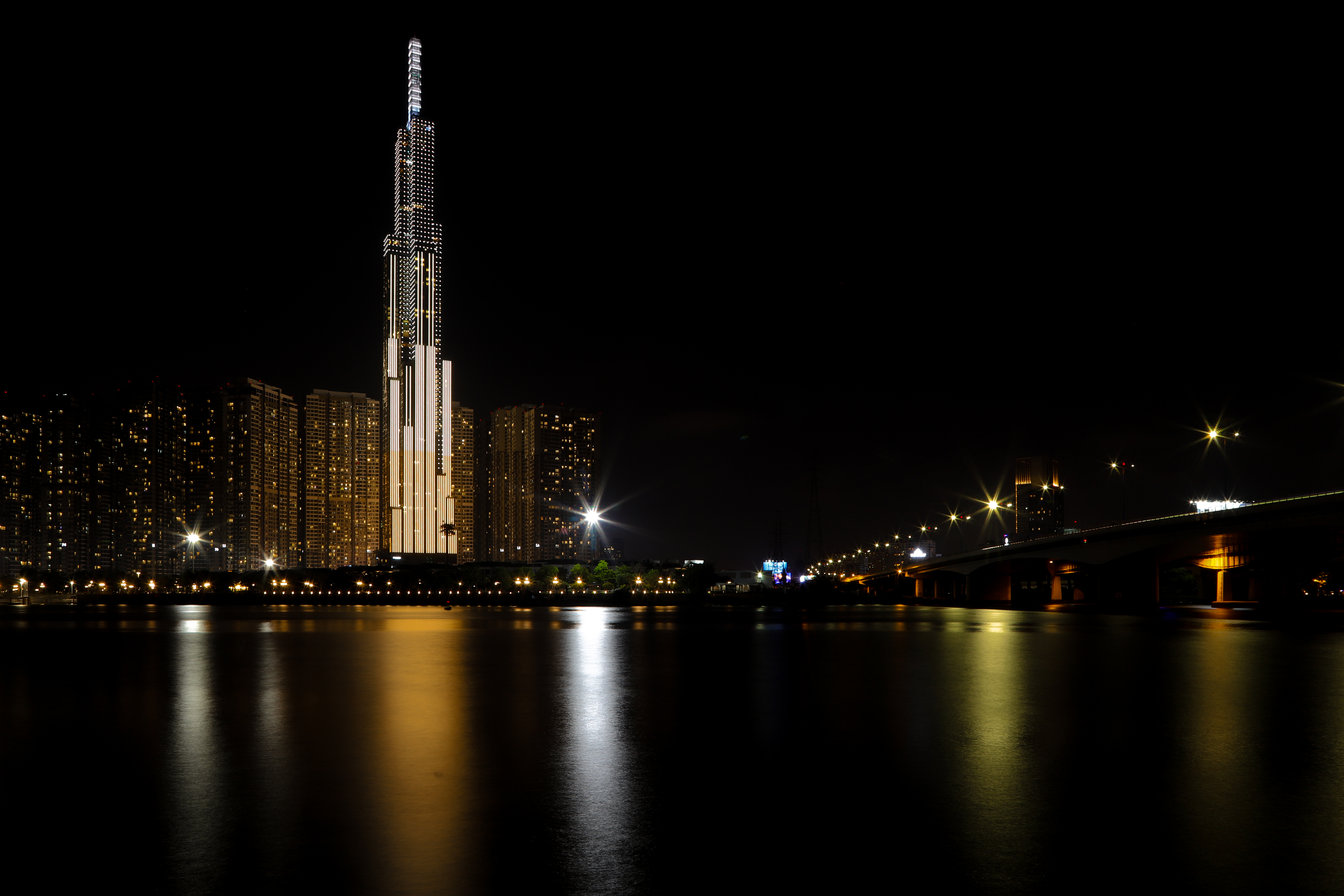